# Onival
Onival is een badplaats op de grens van de Franse gemeenten Ault en Woignarue in het departement Somme. De badplaats ligt aan de Kanaalkust, twee kilometer ten noordoosten van het centrum van Ault en bijna drie kilometer ten westen van het dorpscentrum van Woignarue. De plaats ligt aan de voet van de dode kliffen.

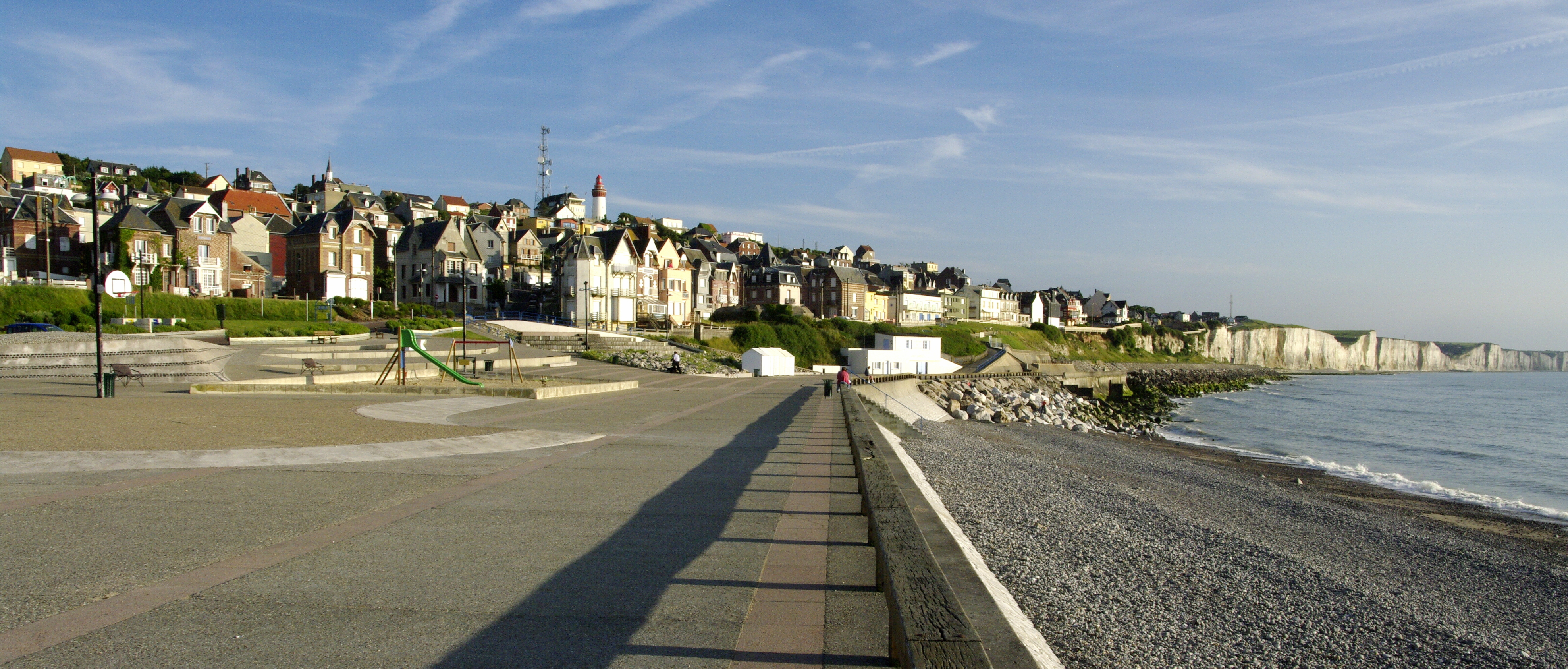
Zicht op Onival

## Geschiedenis
Een oude vermelding van de plaats gaat terug tot 1284. Vroeger bevond zich in de buurt, die ook Perroir d'Ault werd genoemd, een wijk met vissershuizen en een haventje met houten staketsels. Tot de 16de eeuw zou hier een kerk, gewijd aan Onze-Lieve-Vrouw hebben gestaan. Door toedoen van de zee raakte de wijk echter in verval en werd ze uiteindelijk verlaten. Op de 18de-eeuwse Cassinikaart staat de plaats Onival aangeduid.

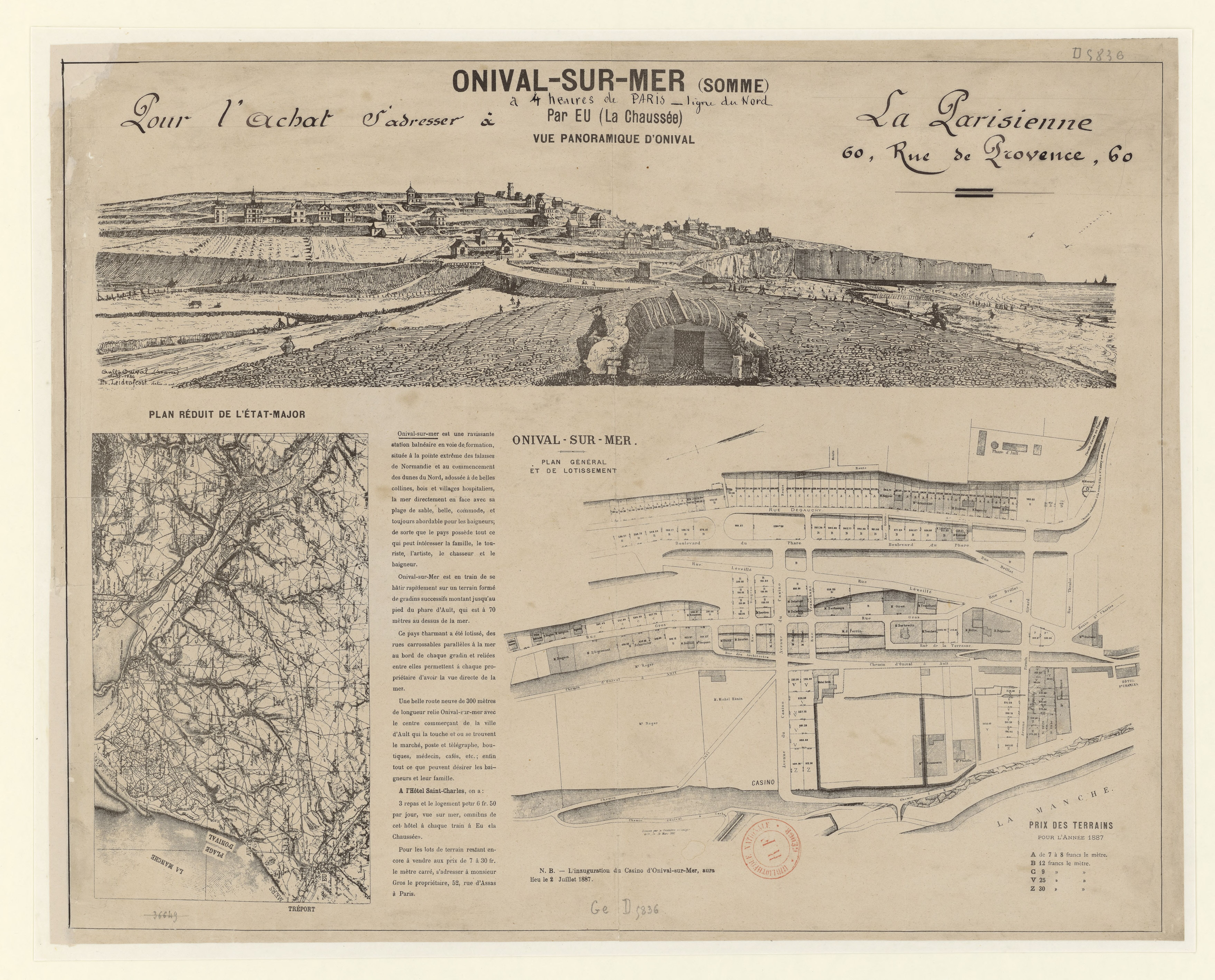
Advertentie, 1885

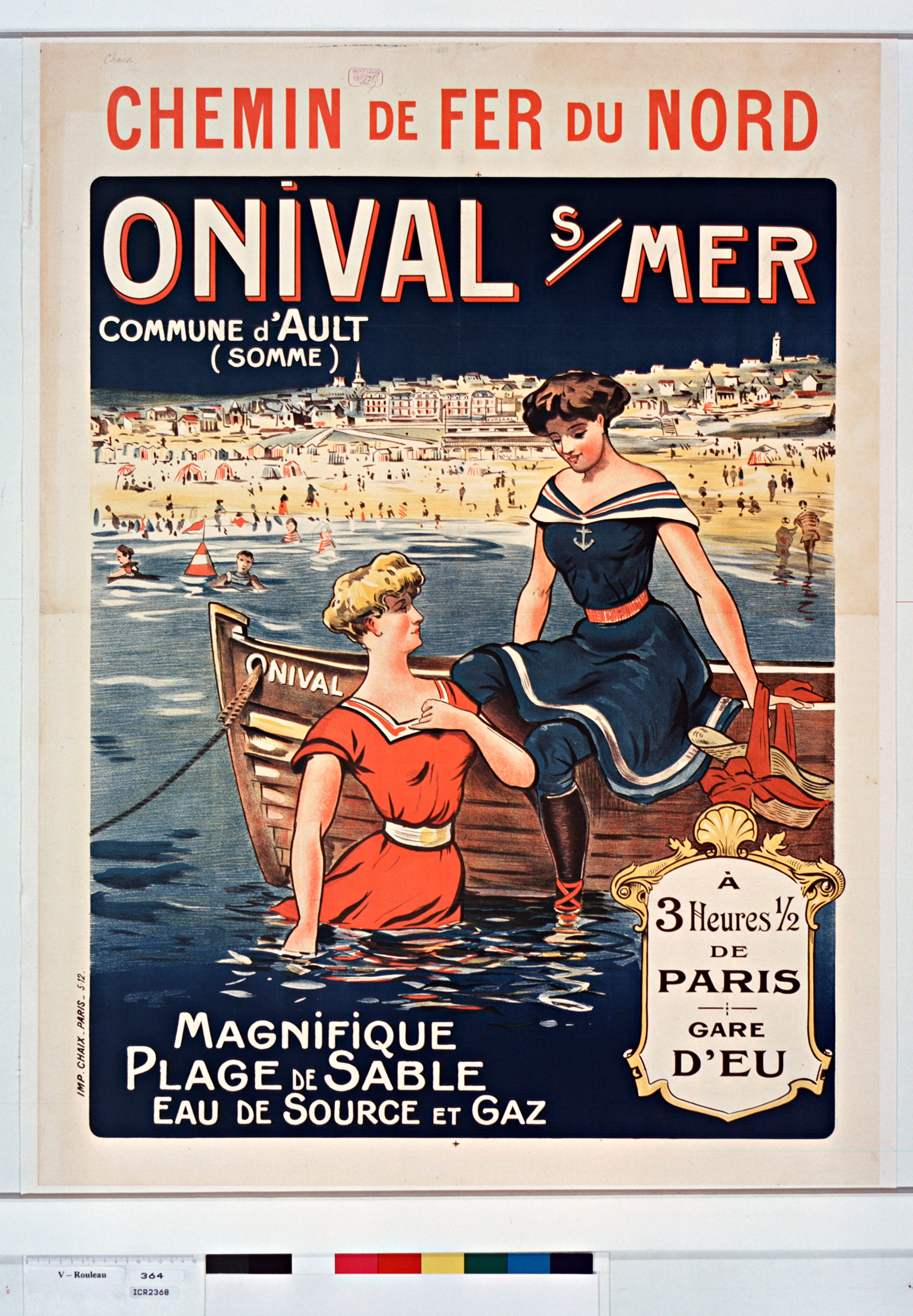
Advertentie, 1912

Op het eind van het ancien régime eind 18de eeuw, toen de gemeenten werden gecreëerd, werd deze plaats ondergebracht in de gemeente Woignarue. Meer naar het westen, op grondgebied van Ault en Woignarue, zou zich met de opkomst van het kusttoerisme in de tweede helft van de 19de eeuw een badplaats ontwikkelen.
Het strand van Onival werd rond 1870 ontdekt door François-Marie Firmin-Girard, een Parijse schilder, die de eerste villa bouwde op een kavel gelegen aan de huidige Rue de Saint-Valery. Begin jaren 1880 liet Louis Gros, een bankmedewerker uit Parijs, hier grond verkavelen waaruit de badplaats zou ontstaan. De eerste villa werd opgetrokken in 1883.

Rond 1885 werd de eerste vuurtoren van Onival gebouwd. Een casino werd geopend rond 1887 en een hotel rond 1888. De verkaveling werd uitgebreid in de jaren 1890. In 1897 startte de bouw van de Chapelle Notre-Dame. Meer dan 120 gebouwen werden opgetrokken tussen 1883 en 1900, en nog eens bijna 50 in het eerste kwart van de 20ste eeuw. De meesten bezoekers kwamen uit Parijs, en hadden meestal een hoge sociale status, zoals advocaten, kooplieden, bankiers. Men kon binnen 3 uur vanuit Gare du Nord in Parijs in Onival raken. 
 la vie n´y est pas beaucoup plus coûteuse qu´à Ault, quoique le monde des baigneurs y soit un peu plus select, attiré sans doute par la plage qui est plus jolie.  
Het leven is er niet veel duurder dan in Ault, hoewel de bezoekers er wat meer elitair zijn, ongetwijfeld aangetrokken doordat het strand er mooier is.— Toeristische gids, 1895
Tijdens de Eerste Wereldoorlog werden de hotels gebruikt als militair hospitaal en opvangplaats voor vluchtelingen. De plaats kende een trage heropstanding in het interbellum. In de Tweede Wereldoorlog werden verschillende gebouwen vernield door de Duitsers en werden bunkers opgetrokken. De vuurtoren werd vernield in 1940, maar heropgebouwd na de oorlog.

## Bezienswaardigheden
- De Chapelle Notre-Dame

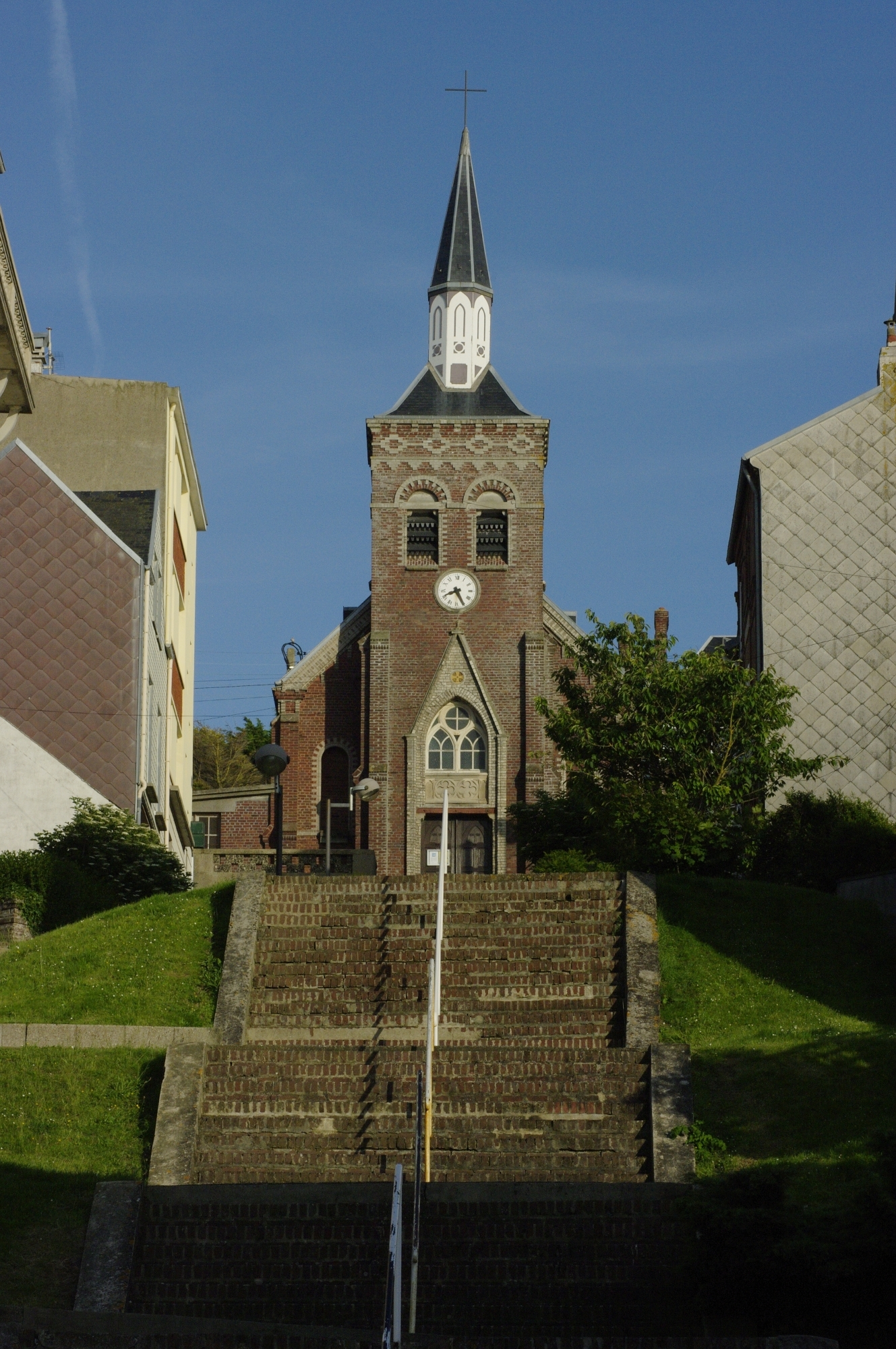
Chapelle Notre-Dame
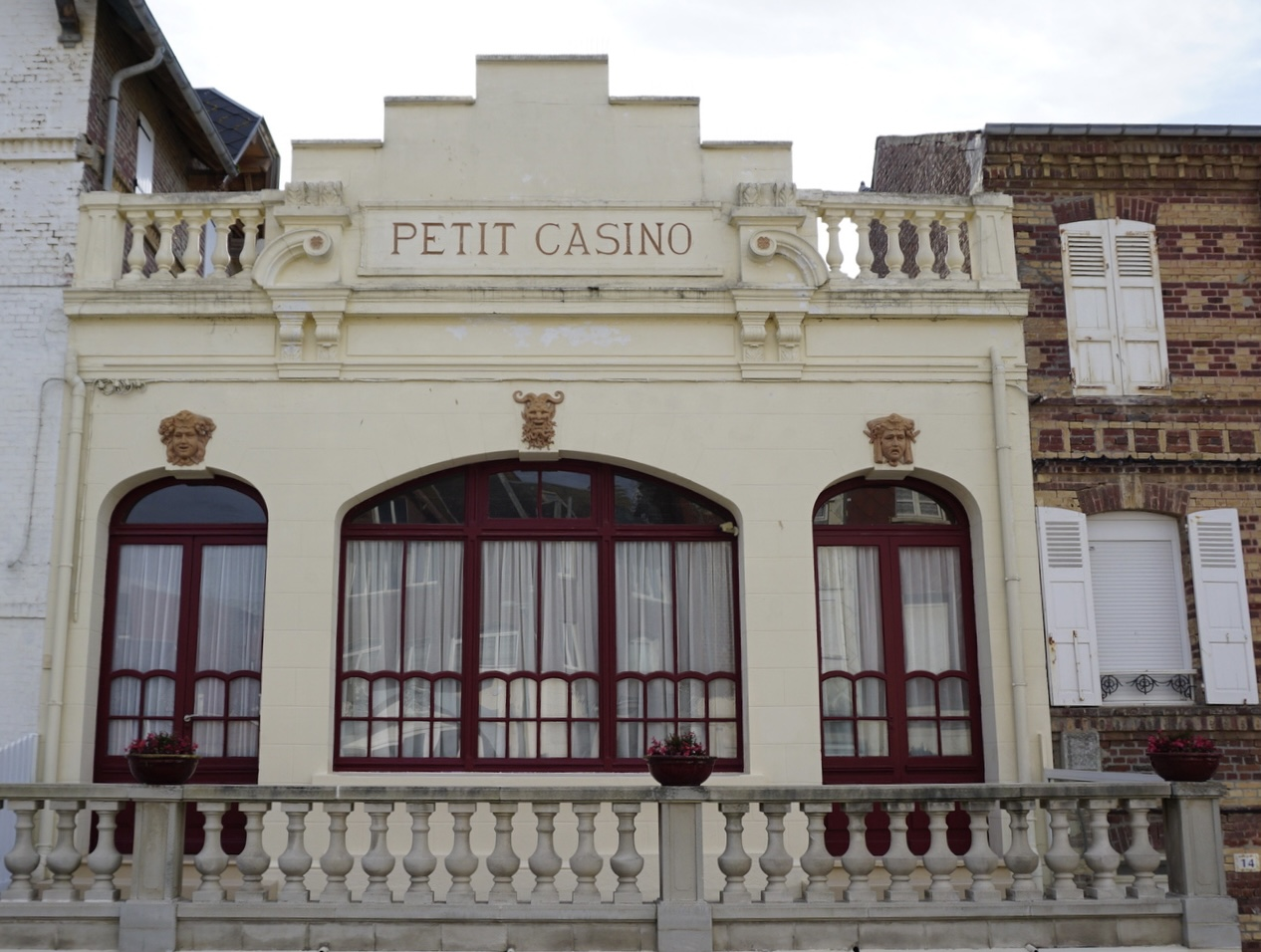
Petit Casino

## Kunst
Vele kunstenaars vonden er inspiratie voor hun strandgezichten, bekend zijn o.a. Léon Printemps (Plage d'Onival), Alain Dervillez (Les falaises de Ault-Onival), Tavík František Šimon (Onival - křídové útesy na mořském břehu), Karel Špillar (Vzpomínka na Onival), André Derain (Paysage maritime à Ault-Onival), François-Marie Firmin-Girard (Onival, prairie et villas).

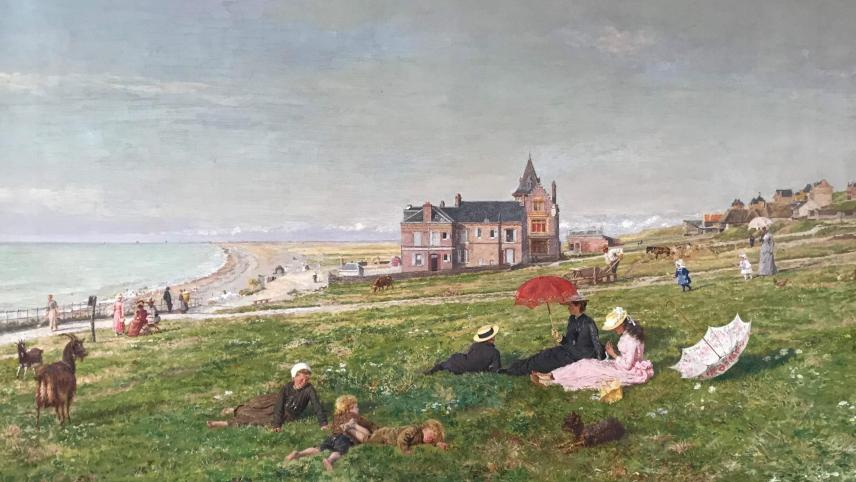
François-Marie Firmin-Girard: Onival, prairie et villas (ca. 1880)
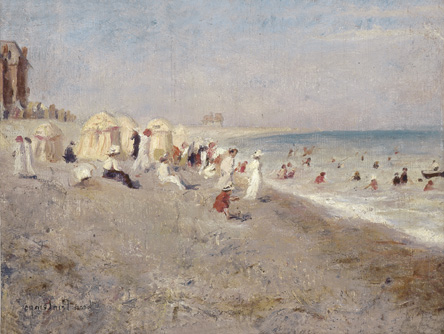
Léon Printemps: Plage d'Onival

Ault · Bois de Cise · Onival
Hautebut · Onival · Woignarue